# Pi-kötés

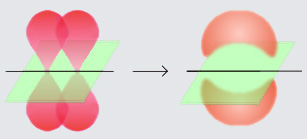
Két p-atompálya által létrehozott pi-kötés

A pi-kötés (π-kötés) olyan kovalens kémiai kötés, amelyet párhuzamos tengelyű p-atompályák képeznek. Abban az esetben beszélhetünk pi-kötésről, ha a kötés síkszimmetrikus, és a szigma-kötés tengelye a pi-kötés szimmetriasíkján fekszik. Csak abban az esetben jön létre, ha a kötésben részt vevő két atom között már kialakult egy szigma-kötés, ezért az egyszeres kötés mindig szigma-kötés. A kettős kovalens kötés egy szigma és egy pi-kötésből áll; a hármas kovalens kötés pedig egy szigma és két pi-kötésből. A pi-kötés nem teszi lehetővé a kötésben részt vevő atomok szabad forgását, ezért sokszor a cisz-transz izoméria megjelenéséhez vezet.